# 山崎立士
山崎立士（日语：／ Yamazaki Tatsuji），日本男性動畫製作人、動畫導演、編劇。

## 來歷、人物
山崎立士曾在動畫工作室「銀河帝國」師從真下耕一、石山貴明，並在《特搜戰車隊DOMINION》等OVA擔任演出助手、演出。
1990年，他成為製作人並加入旭通信社（後來的ADK Holdings）。也隸屬於日本AD SYSTEMS。此後，他創作了許多動畫作品。也用筆名寫劇本。
在《哆啦A夢》裡，他在大山哆啦的末期接替龜山泰夫擔任總製作人，並參與了2005年的新版。此外，他還推出了《夏目友人帳》，該作品在很長一段時間內斷斷續續地製作和播出。
約2012年，他離開ADK，成為自由工作者，再次擔任演出家。2013年，他以《鐵人28號Gao！》首次擔任導演。
喜歡日本酒和葡萄酒。

## 參加作品

### ASATSU作品
1990年
- NG騎士檸檬汽水&40（製作人）
- 奇天烈大百科（製作人）

1991年
- 宇宙戰士（於東京電視台播出時擔任）
- 特搜戰車隊DOMINION（日语：ドミニオン (漫画)）（於東京電視台播出時擔任）
- NG騎士檸檬汽水&40 EX 畢克龐貝達城冒險 愛的狂瀾大作戰（製作人）

1992年
- 妙廚老爹（製作人[注 1]）

1993年
- NG騎士檸檬汽水&40 DX 興奮時空 炎之大搜査戰（製作人）

1995年
- H2（製作人）

1996年
- VS騎士檸檬汽水&40炎（製作人）

1997年
- 超魔神英雄傳（製作人）

1998年
- 星際牛仔（於東京電視台播出時擔任）

### ADK作品
2001年
- 烏龍派出所（製作人補）

2002年
- 七小花（製作人）
- 翼神世音（製作人）

2003年
- 狼雨
- 翼神世音：多元變奏曲（製作人）
- 哆啦A夢 (1979年版)（首席製作人→總製作人）

2006年
- 哆啦A夢：大雄的恐龍2006（製作人）

2007年
- 哆啦A夢：大雄的新魔界大冒險 ～7人魔法使～（製作人）

2008年
- 哆啦A夢：大雄與綠之巨人傳（製作人）

2009年
- 哆啦A夢：新·大雄的宇宙開拓史（製作人）

2010年
- 哆啦A夢：大雄的人魚大海戰（製作人）

### NAS作品
1990年
- 勇者鬥惡龍 阿貝爾傳說（製作人）

1992年
- 餓狼傳說（製作人）

1993年
- 侏羅紀足球傳說（日语：ドラゴンリーグ）（製作人）
- 餓狼傳説2（製作人）
- 龍虎之拳（製作人）

1994年
- 餓狼傳說 -THE MOTION PICTURE-（製作人）
- 侍魂 ～破天降魔之章～（製作人）

1995年
- 恐龍冒險記（日语：恐竜冒険記ジュラトリッパー）（製作人）

1998年
- 機甲發明小子（製作人）

1999年
- 超級機甲發明小子（日语：超発明BOYカニパン）（製作人）
- 布斯卡！布斯卡!!（副製作人）

2001年
- 魔法水果籃 (2001年版)（製作人）
- 電腦冒險記（製作人）

2002年
- 爆鬥宣言大鋼彈（製作人）
- 馭龍少年（製作人）

2003年
- 變形金剛：微型傳說（製作人）

2004年
- 河童的飼養法（日语：カッパの飼い方）（製作人）

2005年
- 劇場版 網球王子 二人武士 The Forst Game
- 劇場版 網球王子 跡部的禮物 ～獻給你的網王祭～

2006年
- 人造昆蟲KABUTOBORG V×V（製作人）
- 銀牙傳說WEED（企劃）
- 網球王子 全國大賽篇（企劃）

2007年
- 鋼鐵三國志（企劃）
- 龍鳴（企劃）
- 殭屍借貸（企劃）
- 琴之森（製作人）

2008年
- 企鵝美眉♥心（企劃）
- 發現·體驗·我喜歡巧虎！（企劃）
- 吸血鬼騎士（企劃）
- 夏目友人帳（企劃）
- 吸血鬼騎士 Guilty（企劃）

2009年
- 續 夏目友人帳（企劃）
- 遊☆戲☆王5D's（企劃）

2010年
- 10th週年劇場版 遊☆戲☆王 ～超融合！跨越時空的羈絆～（製作人）

### 擔任演出家作品
1987年
- 血祭武士（日语：ザ・サムライ#OVA）（演出助手）

1988年
- 特搜戰車隊DOMINION（日语：ドミニオン (漫画)）（演出）

1989年
- 超獸機神斷空我（演出）
- 變幻退魔夜行 迦樓羅漫舞！仙台小芥子怨靈歌（日语：カルラ舞う!#アニメ版）（演出）

2013年
- 鐵人28號Gao！（導演[1]、編劇、分鏡、演出）

2016年
- 少年阿貝GO！GO！小芝麻（日语：少年アシベ）（分鏡、演出）
- 暖暖日記 (2016年版)（分鏡、演出）

2017年
- 槍娘:Gungirl（日语：銃娘:ガンガール）（劇本統籌、編劇）[2]

2018年
- 異世界居酒屋 ～古都阿伊特力亞的居酒屋阿信～（分鏡）

2020年
- 無限之住人 -IMMORTAL-（演出）
- Rebirth（日语：Reバース for you#テレビアニメ）（演出）
- 阿拉德：逆轉之輪（演出）

2021年
- 工作細胞BLACK（演出）
- 夢夢貓 Mix！（演出）
- 比方說，這是個出身魔王關附近的少年在新手村生活的故事（分鏡、演出）

2022年
- 最遊記RELOAD -ZEROIN-（演出）
- TRIBE NINE（演出）
- CUE！（分鏡）
- 丸少爺（分鏡）
- 入間同學入魔了！（演出）

2023年
- 英雄王，為了窮盡武道而轉生 ～而後成為世界最強見習騎士♀～（演出）

2024年
- 這個世界漏洞百出（分鏡）
- 魔王陛下RETRY！R（分鏡、演出）
- 妖怪學校的菜鳥老師！（分鏡）

## 腳註